# Vindens melodi
"Vindens melodi" är en sång skriven av Göran Lindberg och Gert Lengstrand. Den gavs ut 1975 på singel av Max Fenders, som under perioden 16 mars–25 maj samma år låg i elva veckor på Svensktoppen med den.

## Andra inspelningar
- Tonix – Vindens melodi (1975)[3]
- Mats Olsson – Dansparty (1975)[4]
- Sounders – Señorita Juanita (1975)[5]
- Nils Dacke – Nils Dacke spelar partyorgel (4) (1976)[6]
- Sten Carlsson – Sten Carlssons Salta mandlar (1989)[7]
- Dannys – Sten Carlssons Salta mandlar (1989)[8]